# Estación de autobuses de Oviedo
La Estación de Autobuses de Oviedo es un edificio inaugurado el 15 de marzo de 2003 con el objetivo de concentrar los servicios de autobuses de la ciudad de Oviedo, Asturias. El edificio, que fue construido en los terrenos que ocupaba la antigua estación de FEVE, Oviedo-Económicos, cuenta con 44 dársenas, varias consignas, numerosos locales comerciales, cafetería, restaurante, sala de espera, sala vip y un aparcamiento subterráneo con espacio para 300 automóviles.

## Historia
El edificio surge de un convenio elaborado en julio de 2000 entre el Gobierno del Principado de Asturias y el Ayuntamiento de Oviedo, liderados por Vicente Álvarez Areces y Gabino de Lorenzo respectivamente. En dicho convenio la consejería de Infraestructuras y Política Territorial se comprometía a construir el equipamiento licitando las obras en 1 093 214 346 pesetas (6 570 350,55 €). El ayuntamiento se limitaría a ceder una parcela de 17 695 m2, situados en la calle Pepe Cosmen y recibiría la gestión del equipamiento. El nombre de Pepe Cosmen proviene del entonces presidente de ALSA, principal empresa de transportes de Asturias y mayor impulsora de este equipamiento, el cual permitía sustituir a la estación de General Elorza. El edificio fue inaugurado el 15 de marzo de 2003 por Vicente Álvarez Areces y Pepe Cosmen. Ningún miembro del Ayuntamiento acudió a la apertura. No especificaron la razón. El coste final de las obras aumentó a 9 millones de euros y el edificio fue diseñado por Emilio Llano.
La estación estaría estratégicamente ubicada cerca del final de la entonces en proyecto autovía AS-II (Gijón-Lugones-Oviedo) y de la ronda de circulación interior de Oviedo. También se encuentra relativamente cerca de la estación central de Oviedo, motivo que impulsa la construcción de una pasarela peatonal para favorecer la intermodalidad, proyecto aún en desarrollo.

## Gestión
Su gestión corre a cargo de Estación de Autobuses S.A, empresa adjudicada a la empresa ALSA, quien luego cobra a las demás operadoras de transporte. Esta concesión está sujeta a un canon fijo anual de 1.050 euros por dársena, lo que supone algo más de 46.000 euros anuales, más un canon variable, también anual, que elige el Ayuntamiento de Oviedo entre un 1,5% de los beneficios o bien la mitad de los ingresos obtenidos por las entradas y salidas de autobuses que superen las registradas en el primer año de explotación. En 2008 el número de entradas y salidas fue de 237.626, mientras que la cifra prevista para el primer año (y que fija el canon) era de 283.348 movimientos.

## Empresas
Las siguientes empresas operan en la estación de autobuses:
- ALSA
- Álvarez González y CIA
- Alcotán
- Autocares Hortal
- Llaneza
- Enferbus
- Rotratour
- FlixBus
- BlaBlaBus

## Rutas

### Rutas nacionales operadas por ALSA
| Concesión | Empresa                     | Destinos |
| --------- | --------------------------- | --- |
| VAC-046   | Intercar (ALSA)             | Vigo, Pontevedra, Ourense, Santiago de Compostela, La Coruña, Betanzos, Lugo, Pedrafita do Cebreiro, Ponferrada, Bembibre, Astorga, León, Gijón, Santander, Laredo, Bilbao, Irún         |
| VAC-055   | Enatcar (ALSA)              | Gijón, León, Mansilla de las Mulas, Medina de Rioseco, Villanubla Valladolid, Olmedo, Albacete, Alicante, Benidorm, Altea, Calpe, Denia                                                  |
| VAC-161   | Enatcar (ALSA)              | Gijón, León, Benavente, Zamora, Salamanca, Plasencia, Cáceres, Mérida, Sevilla, Málaga                                                                                                   |
| VAC-159   | Rutas del Cantábrico (ALSA) | Gijón, Llanes, Santander, Laredo, Bilbao, Irun, Vitoria, Zaragoza, Lleida, Barcelona, |
| VAC-160   | Alianza Bus (ALSA)          | Gijón, León, Villalpando, Mansilla de las Mulas,Medina de Rioseco, Tordesillas, Villanubla, Valladolid, Medina del Campo, Olmedo, Madrid Moncloa, Madrid Estación Sur, Aeropuerto Madrid |